# Ygona Moura
Ygona Moura de Cardoso (São Paulo, Brasil, 10 de marzo de 1997 – Cidade Tiradentes, São Paulo, Brasil, 27 de enero de 2021),  más conocida como Ygona Moura, fue una influencer, bloguera e youtuber brasileña. 

## Biografía
Ygona Moura se declaró gay a los 16 años. El descubrimiento como transexual se produjo a los 20 años.   Rechazada por su familia, especialmente por su madre, que no aceptaba su orientación sexual, la joven también experimentó la imposibilidad de encontrar trabajo Pero no pudo hacerlo porque era gorda y negra, dijo..
Su madre, Valéria Cardoso, no aceptó la sexualidad de Ygona Moura, ya que ella no era abiertamente transgénero.
“En casa, mi madre dice que acepta mi orientación sexual, pero incluso me ha negado un plato de comida sólo porque estaba sin trabajo”, recordó Ygona, en una entrevista con National Geographic, en diciembre. 
La joven, así como muchas otras, fue buscar sostenimiento en la prostitución. Antes de la pandemia, ella consiguió un empleo formal, sin embargo, con la crisis económica, perdió el trabajo, volvió a vivir con la madre y, nuevamente, enfrentó problemas.
Mientras vivía el drama personal, Ygona fue ganando fama por los vídeos engraçados que compartía en el Instagram. Ya en la casa de la madre, ella fue víctima de transfobia por parte de su hermano, que, según su relato, intentó matarla.
“Casi me pierdes. Casi me muero, me iba a asesinar mi hermano que no me acepta, tiene celos de mí. Mi madre llamó a la policía y me obligó a salir de casa, yo fui la víctima. No sé qué hacer, si lo vomito todo, si me tiro del puente. Me dan ganas de suicidarme”, comentó Ygona, en ese momento.
Ygona atrajo solidaridad en internet y recibió donaciones. Ingresó a un albergue para trans y travestis, Casa Florescer,  donde vivió hasta su muerte.
"Todos los mensajes que recibí me motivaron a continuar. Sentí que tenía un futuro con internet y eso realmente me motivó a no renunciar a mi vida. Quiero ser un influencer ", dijo, en entrevista con National Geographic.  

### Muerte
Durante la pandemia de Covid-19, Ygona siempre adoptó una postura negacionista, desconociendo las pautas de aislamiento social,  buscando aglomeraciones de personas y fiestas en las que participar, en las que ganaba dinero. 
Le diagnosticaron Covid-19 después de asistir a una fiesta a principios de 2021.  Luego de ser diagnosticada con la enfermedad, ingresó en la UCI del Hospital Cidade Tiradentes, en São Paulo, donde luchó contra la enfermedad durante aproximadamente dos semanas.   
Ygona Moura falleció el 27 de enero de 2021, víctima de complicaciones del Covid-19   
Su muerte provocó conmoción y debate sobre los peligros de la pandemia y la responsabilidad de los influencers de promover comportamientos seguros.  Posteriormente surgió la controversia sobre la causa exacta de su muerte, con la revelación de que dio negativo en la prueba de Covid-19   y positivo en tuberculosis,  según un informe médico publicado dos meses después de su muerte.  

## Otras lecturas
- Jurema, Bruna; Daniel, Luis Eduardo Batista ( 28 y 29 de enero de 2021 ). «Caso Ygona Moura: Estado debe garantizar el derecho a la vida de la población trans y negra» . En: Amnistía. Org . São Paulo : Digra. páginas. 1–2.
- COLOMBO, A. l. ; MARTÍN, IM COVID-19: LECCIONES PARA UNA CULTURA DE PREVENCIÓN DE RIESGOS. Revista Internacional de Investigación y Ciencia de la Resiliencia Ambiental, [S. l.], v. 4, núm. 3, pág. 1 al 15 de 2022. DOI: 10.48075/ijerrs.v4i3.28533. Disponible en: https://e-revista.unioeste.br/index.php/ijerrs/article/view/28533 . Consultado el: 29 de marzo. 2024.